# Bombowa Biblia
Bombowa Biblia (ang. Boring Bible) – seria książek przeznaczona dla czytelników w wieku 7–14 lat. W formie komiksu opisuje Biblię.
W angielskiej wersji siostrzana seria Strrrasznej historii. W Polsce wydawana przez wydawnictwo Znak. Autorem książek jest Andy Robb.

## Tomy
1. Przedpotopowe początki (ang. Ballistic Beginnings) – od stworzenia świata do Noego
2. Hebrajski harmider (ang. Hotchpotch Hebrews) – historia rodu Abrahama
3. Jedyny taki jedynak (ang. Super Son) – historia Jezusa